# Reto Caffi
Reto Caffi é um cineasta suíço. Como reconhecimento, foi nomeado ao Oscar 2009 na categoria de Melhor Curta-metragem por Auf der Strecke.